# Joaquim Vairinhos
Joaquim Vairinhos (n. 25 iunie 1944, Loulé, Districtul Faro, Portugalia – d. 11 aprilie 2022) a fost un om politic portughez, membru al Parlamentului European în perioada 1999-2004 din partea Portugaliei. 